# مفطورة أغاسيز
مفطورة أغاسيز (بالإنجليزية: Mycoplasma agassizii)‏ هي نوع من البكتيريا، سلبية الغرام، تتبع المفطورة.